# Parahancornia negroensis
Parahancornia negroensis är en oleanderväxtart som beskrevs av Monachino. Parahancornia negroensis ingår i släktet Parahancornia och familjen oleanderväxter. Inga underarter finns listade i Catalogue of Life.